# Primavera de Pekín
La Primavera de Pekín (chino simplificado: 北京之春; chino tradicional: 北京之春) designa un breve periodo de liberalización política durante el periodo Boluan Fanzheng, en la República Popular de China que comprende de 1977 a 1978.

## Etimología
El nombre se derivó de la Primavera de Praga, un evento análogo que ocurrió en 1968 en Checoslovaquia.

## Historia
Durante la Primavera de Pekín, al público en general le fue permitido criticar al gobierno. La mayoría de esta crítica fue dirigida al comportamiento del gobierno durante la Revolución Cultural. Mucha de este crítica fue hecha pública en el Movimiento del Muro de la Democracia. La Primavera de Pekín finalizó cuando además de la crítica a gobiernos previos, se comenzó a criticar a los líderes y al sistema del Partido Comunista, por lo cual el gobierno suprimió toda disidencia política.